# Мемет Ніязі
Мемет Ніязі (крим. Memet Niyaziy; січень або лютий 1878 — 20 листопада 1931) — кримськотатарський поет, журналіст, шкільний учитель, вчений і активіст кримськотатарської діаспори Румунії.
Провів більшу частину свого життя в Російській імперії та Криму. Більша частина його робіт написана кримськотатарською та османською мовами. Ніязі приписують велику роль в підтримці зв'язку між кримськотатарською діаспорою та країною їх походження. Найбільш відомий своїми ліричними творами, які зображують Крим («Зелений острів» і «Зелена Батьківщина»).

## Біографія
Народився в мусульманській сім'ї кримських мухаджирів в селі Ашчилар, Північна Добруджа. Він був другою дитиною у родині Ісмаїла і Азізе, двох грамотних селян і підданих Османської імперії. Народження Ніязі збіглося з Російсько-турецькою війною 1877—1878 років, яка завершилася приєднанням регіону до Румунського королівства. У дитинстві він познайомився з кримськотатарською літературою і фольклором, османської мови його навчив батько. У рідному селі він закінчив початкову школу. Ймовірно, в підлітковому віці він вперше почав створювати свої серії літературних творів, які, як зазначалося, спиралися на елементи османської лексики.
У 1889 році сім'я покинула Румунію і переїхала в османську столицю Стамбул, де Мемет вчився в звичайній школі. У наступні роки на нього вплинули твори Намика Кемаля і Абдулли Хаміта. Він також досконало вивчив французьку, арабську і перську мови. У 1898 і 1899 роках Мемет намагався влаштуватися в російському Криму і почати кар'єру шкільного вчителя, але був висланий урядом в обох випадках.
Після смерті батька в 1904 році, Ніязі повернувся до Румунії і приєднався до кримськотатарської громади Констанци. Він одружився з Шефікою Абдулакім (також відомою як Сафіє); вона була молодшою сестрою Казима Абдулакіма (офіцера Румунської армії і героя Першої світової війни) і політика Селіма Абдулакіма. У пари було чотири дочки і двоє синів (двоє дітей померли в підлітковому віці).
Ніязі був призначений учителем у місцевій кримськотатарській школі в 1906 році, читав лекції з османської історії, викладав османську мову, поезію і прозу, перську літературу і калам. Між 1910 і 1914 роками він служив директором цього навчального закладу. Після 1916 року поселився в місті Меджидія, коли був призначений деканом факультету ісламської теології. У 1909 році Ніязі почав редагування журналу Dobruca (Добруджа), який видавався в Стамбулі видавництвом Kader (Кадер). Там він почав публікувати свої короткі твори такі як Teşvik (Заохочення), Mektep ve Aile (Школа та родина) та Işık (Світло), у співавторстві з Джєвдєтом Кемалом.
На початку 1918 року, після того як Курултай проголосив Кримську Народну Республіку, Ніязі переїхав до Сімферополя, де він приєднався до кримськотатарських активістів, редагував газету Haq Ses (Голос права) і деякий час працював в Кримському міністерстві освіти. Коли Червона армія увійшла в Крим, він переховувався в Румунії. З цього моменту Мемет Ніязі зосередився на літературній діяльності, почався найбільш багатий на твори етап в його літературній кар'єрі. Він публікував свої твори на кримськотатарській мові (арабський алфавіт). Як лідер громади, він впливав на нову хвилю кримських біженців, які шукали натхнення в політиці прометеїзму Другої Польської Республіки.

### Останні роки життя та смерть
Свої останні роки провів у смутку від смерті дружини Шефіки. Страждаючи від туберкульозу, Ніязі помер внаслідок хвороби. Похований у Меджидії з церемонією, яка зібрала багато його шанувальників.
Його великомасштабна могила, як стверджують, стала першою сучасною, на яку нанесена тамга, що міститься на прапорі Кримського Ханства. Місце поховання Мемета Ніязі стало точкою об'єднання усієї кримськотатарської громади.